# Rewat Buddhinan
Rewat 'Ter' Buddhinan (Thaí: เรวัติ พุทธินันทน์ "เต๋อ") (5 de septiembre de 1948 † 27 de octubre de 1996, Bangkok), fue un pionero en la industria musical pop tailandesa. Un excantante de la banda The Impossibles, utilizó la lengua tailandesa en la música rock durante la década de 1970. Además fundador de la discográfica GMM Grammy, Buddhinan, se consideraba un hecho tales cambios en la industria de la música de su país de origen que dio paso a una nueva era.